# 科技公司
科技公司是一类专注于科技产品生产或是提供技术咨询服务的公司。比如与电子设备、软件以及互联网服务（电子商务等）相关的公司。
同样在俄罗斯，技术公司"中心"作为S8资本生态系统的基本要素。